# 밥 카셸
로버트 앨런 캐셸(Robert Alan Cashell, 1938년 4월 22일 ~ 2020년 2월 11일)는 미국의 정치인이며, 네바다 고등교육위원회 위원, 제28대 네바다 부지사, 제27대 네바다주 리노 시장이었다.

## 학력
- 스테판 F. 오스틴 주립대학교

## 경력
- 1979 ~ 1982 네바다 고등교육위원회 위원
- 1983.01 ~ 1987.01 제28대 네바다 부지사
- 2002.11 ~ 2014.11 제27대 리노 시장

## 역대 선거 결과
| 선거명      | 직책명        | 대수 | 정당   | 득표율 | 득표수    | 결과 | 당락               |
| ----------- | ------------- | ---- | ------ | ------ | --------- | ---- | ------------------ |
| 1982년 선거 | 네바다 부지사 | 28대 | 민주당 | 58.75% | 139,058표 | 1위  | 네바다 부지사 당선 |
| 2002년 선거 | 리노 시장     | 27대 | 무소속 | 53.49% | 26,156표  | 1위  | 리노 시장 당선     |
| 2006년 선거 | 리노 시장     | 27대 | 무소속 | 74.97% | 39,915표  | 1위  | 리노 시장 당선     |
| 2010년 선거 | 리노 시장     | 27대 | 무소속 | 66.00% | 41,117표  | 1위  | 리노 시장 당선     |